# 太田三郎 (現代美術家)
太田 三郎（おおた さぶろう、1950年〈昭和25年〉5月11日 - ）は、山形県西田川郡温海町（現・鶴岡市）出身の現代美術家。
郵便切手や消印を用いた作品や、身近なものをオリジナルの切手の形にした作品制作など、郵便を素材に「時間」と「場所」の関係性をテーマとする。近年は一般市民と共同制作するアート・プロジェクトを各地で展開している。

## 経歴
- 1950年（昭和25年）、山形県西田川郡温海町（現・鶴岡市）に生れる。
- 1971年（昭和46年）、鶴岡工業高等専門学校機械工学科卒業後、上京。
  - 東京の写真製版会社に就職、レタッチの業務に携わる。
- 1972年（昭和47年）、写真製版会社を退職。美学校で細密画を学ぶ。
- 1973年（昭和48年）、原宿のグラフィックデザイン事務所に勤務する。
- 1975年（昭和50年）、銀座のグラフィックデザイン事務所に移る。（〜1994年まで勤務）
- 1977年（昭和52年）、家族や友人の肖像画を描き始める。
- 1980年（昭和55年）、初の個展「太田三郎個展」（シロタ画廊/東京）
- 1981年（昭和56年）、東京版画研究所にて版画制作を学ぶ。
- 1985年（昭和60年）、〈Diary〉〈Date Stamps〉『Camellia Circie』の制作を開始、毎日郵便局に通う。
  - 個展「太田三郎展」（コバヤシ画廊/東京）　切手と消印の作品を発表。
- 1990年（平成2年）、個展「太田三郎展」（ギャラリーなつか/東京）　「Date Stamps」1000日分を発表。
- 1991年（平成3年）、〈Seed Project〉の制作を開始。
- 1992年（平成4年）、個展「太田三郎展」（ギャラリー現/東京）　〈Seed Project〉を発表。
- 1993年（平成5年）、岡山県津山市に有限会社シード・プロジェクト設立。
- 1994年（平成6年）、〈Post War 50 私は誰ですか〉〈Stamp-map of Okayama〉を制作。
  - 岡山県津山市に移り住む。
  - 「人間の条件展―私たちは、どこへ向かうのか。」（スパイラル/東京、芦屋市立美術博物館/兵庫）
- 1995年（平成7年）、個展「Post War 50 私は誰ですか」（コバヤシ画廊）
  - 「50年後―彼らはなぜ戦争を表現するのか―」（徳島県立近代美術館/徳島）
- 1996年（平成8年）、個展「太田三郎展　Seed Project 1995」（コバヤシ画廊）　〈Seed Project 1995〉1995年1年分の種子作品を発表。
  - 「写楽再見」（国際交流フォーラム/東京、以後世界各地を巡回）
- 1998年（平成10年）、「メディアローグ—日本の現代写真’98」（東京都写真美術館/東京）
  - 「どないやねん!」（国立高等美術学校/パリ、フランス）
- 1999年（平成11年）、個展「Post War 54  被爆地蔵」（コバヤシ画廊）
  - 「日本の現代写真Zeitgenossische Fotokunst aus Japan“Contemporary Photographic Art from Japan”」（Neuer Berliner Kunstverein/ベルリン、Staatllche Kunsthalle/バーデン、ドイツ）
- 2000年（平成12年）、個展「Nagi Project 2000」（奈義町現代美術館/岡山）
  - 個展「太田三郎　存在と日常」（CCGA現代グラフィックアートセンター/福島）
  - 初の回顧展「太田三郎　2000-2001」（西宮市大谷記念美術館/兵庫）
  - 「夏草や兵どもが夢の跡:日本の現代美術Yume no Ato - What remained of the dream...: - Contemporary art from Japan -」（Haus am Waldsee/ベルリン、他ドイツ国内を巡回）
- 2001年（平成13年）、個展「Post War 56 無言館」（コバヤシ画廊）
- 2002年（平成14年）、個展「戦争の世紀」（コバヤシ画廊）　戦争に題材を得た作品全シリーズを発表。
  - 「イレブン＆イレブン　コリア・ジャパン・コンテンポラリー・アート2002」（省谷美術館/ソウル、韓国）
  - 「20世紀。美術は虚像を認知した―モナ・リサとマンモンのあいだで―」（平塚市美術館/神奈川）
  - 津山市を会場にしたイベント「つやま芸術祭」立上げに参加。
- 2003年（平成15年）、「熊野の森　アート&ミュージックプロジェクト」（和歌山県那智山一帯[那智勝浦町]/和歌山）
  - 「大地の芸術祭　越後妻有アートトリエンナーレ2003」（越後妻有6市町村/新潟）
  - 「いのちを考える　太田三郎と中学生たち」（伊丹市立美術館/兵庫）
- 2004年（平成16年）、個展「バードネット—世界はつながっている」（丙申堂/山形）
- 2005年（平成17年）、個展「Post War 60  被爆者」（コバヤシ画廊/東京）
  - 「空と大地を旅する　太田三郎・栗田宏一展」（京都芸術センター/京都）
  - 「The 1st Pocheon Asian Art Festival」（Pochon Art Hall/ポチョン市、韓国）
- 2006年（平成18年）、「四国遍路「お接待プロジェクト　循環と再生」（アート蔵/愛媛）
- 2007年（平成19年）、個展「太田三郎　On the Beach 1987-2007」（奈義町現代美術館/岡山）
  - 個展「太田三郎展　Post War 62  軍人像」（コバヤシ画廊/東京）
  - 「金庫室のゲルトシャイサー」（旧日本銀行広島支店/広島）
  - 「ヘイリ・アジアプロジェクト2　日本現代芸術祭」（ヘイリ芸術村/パジュ市、韓国）
- 2008年（平成20年）、「太田三郎　HIROSHIMA 1990-2008」（大原美術館）
  - 「平成20年春の有隣荘特別公開　有隣荘・太田三郎・大原美術館」（大原美術館）　
  - 「向き合えば省みる心―田中恒子コレクションによる太田三郎展」（ギャラリーすずき/京都）
  - 個展「太田三郎　日々」（山形美術館/山形）
  - 「20世紀の人間像」（群馬県立館林美術館/群馬）
  - 障害児の自立支援プログラムとしてのミュージアム・グッズ開発を始める。
- 2009年（平成21年）、「市民交流プログラム　集めることはアートになる!」（鶴岡アートフォーラム/山形）
  - 「太田三郎─蔵ニ居マス」（勝山文化往来館ひしお/岡山）
  - 「自宅から美術館へ　田中恒子コレクション展」（和歌山県立近代美術館/和歌山）
  - 「KAMI―静と動　現代日本の美術」（ザクセン州立美術館版画素描館/ドレスデン、ドイツ）
- 2010年（平成22年）、太田三郎新作展「子供の時代」（アートコート・ギャラリー/大阪）
  - 太田三郎「出石町の家　―日本戦没学生の手記「きけわだつみのこえ」に寄せて―」（アートスペース油亀/岡山）
  - 「PERSONAL STRUCTURES  TIME-SPACE-EXISTENCE」（Kunstlerhaus Palais Thurn und Taxis/ブレゲンツ、オーストリア）
  - 「ROKKO MEETS ART　芸術散歩2010」（六甲山一帯/兵庫）
  - 「岡山・美の回廊」（岡山県立美術館/岡山）
- 2011年（平成23年）、太田三郎「出石町の家　―戦後66年岡山空襲に寄せて―」（アートスペース油亀/岡山）
  - 個展「太田三郎　Post War 66　戦災痕」（コバヤシ画廊/東京）
  - 太田三郎「放蕩息の店」（ピアットノノ/岡山）
  - 「戦争と日本近代美術」（板橋区立美術館/東京）
  - 「2011中・韓・日 現代美術交流展―不期而遇―」（798芸術区四面空間画廊/北京・中国）
  - 「なつやすみの美術館「みること」「うつすこと」」（和歌山県立美術館/和歌山）
  - 「Living in Arts project」（真庭市勝山エリア/岡山）
  - 「City-net Asia 2011」（Seoul Museum of Art/ソウル・韓国）
- 2012年（平成24年）、個展「太田三郎 2012年春」（江寿コンテンポラリーアート、瑞雲庵/京都）
  - 太田三郎「Driftcards」−漂着絵葉書−（MIU ART BOX/岡山）
  - 太田三郎「出石町の家　―岡山空襲に寄せて―」（アートスペース油亀/岡山）
- 2013年（平成25年）、個展「太田三郎　北京散策」(ギャラリーなつか/東京)
  - 個展「太田三郎　2012年6月6日宮城県石巻市」(ギャラリーなつかC-View/東京)
  - 個展「太田三郎　Post War 68　戦ノ碑」(コバヤシ画廊/東京)
- 2014年（平成26年）、個展「太田三郎　Post War 69 戦争遺児」(コバヤシ画廊/東京)
  - 個展「Seed Plant-種子植物　Seed Project from Kyoto」(コウジュコンテンポラリーアート／京都)
  - 個展「太田三郎 2010-2014」(奈義町現代美術館ギャラリー／岡山)
  - 「Daylily Art Circus」(喜多方市美術館／福島)
  - 「中今茶会」(明治神宮 隔雲亭／東京)
  - 「ROKKO MEETS ART　芸術散歩2014」(六甲山一帯 ／兵庫)
- 2015年（平成27年）、個展「太田三郎ー横野和紙プロジェクト」(Space Seed／岡山)
  - 「未見の星座　つながり／発見のプラクティス」(東京都現代美術館／東京)
  - 「目の目 手の目 心の目　体感の向こうに広がる世界」(岡山県立美術館／岡山)
  - 「静岡市美術館開館5周年記念　大原美術館展 名画への旅」(静岡市美術館／静岡)
  - 「開館25周年記念　人間表現を楽しむ25のとびら」展(徳島県立近代美術館／徳島)
  - 多摩美術大学 展覧会設計ゼミ企画「航路の途上」(NAAアートギャラリー／千葉)
  - 津山お城まつり「現代アート in 津山城」(津山城／岡山)
- 2016年（平成28年）、個展「太田三郎ー丙申堂二居リマス」(国指定重要文化財 丙申堂／山形)
  - 開館記念展(S-HOUSE ユージアム／岡山)
  - 新収蔵品展「コレクション・オンゴーイング」(東京都現代美術館／東京)
  - 美作三湯「芸術温度」(湯原温泉・八景／岡山)（岡山県北22の温泉宿に16名のアーティストが展示）
  - 岡山の美術展 第2期　太田三郎「Post War 66 戦災痕」(岡山県立美術館／岡山)
  - 「植物区」(ギャラリーなつか／東京)
  - 「きろくときおく 夏休みの美術館6」(和歌山県立近代美術館／和歌山)
  - 龍野アートプロジェクト2016「国際芸術祭　時空の共振」(たつの市龍野町旧市街／兵庫)
  - 「美つくりの里・旅するアート」(津山城跡、津山文化センター／岡山)
- 2017年（平成29年）、個展「Print Works」(ギャラリーなつか&クロスビューアーツ／東京)
  - 個展「三鬼と三郎」(SpaceSeed／岡山)
  - 個展「Post War 72 世紀の遺書」(コバヤシ画廊／東京)
  - 「太田三郎展 seed project」(GALLERY CLEF／岐阜)
  - 「アートで植物採集」(西宮市大谷記念美術館／兵庫)
  - 「柊展」(GALLERUCLEF／岐阜)
- 2018年（平成30年）、個展「太田三郎 2018年春」(ギャラリーあしやシューレ／兵庫)
  - 個展「太田三郎 移りゆくもの」(PORT ART&DESIGN TSUYAMA／岡山)
  - 特集展示「自然について」(美濃加茂市民ミュージアム／岐阜)
  - 「越境するミュージアム」(クシノテラス／広島、S-HOUSEミュージアム／岡山)
  - 特別展「託したもの 届かぬ思い」(岡山空襲展示室／岡山)
- 2019年（令和元年）、個展「Post War 74 折鶴焼」(コバヤシ画廊／東京)
  - 個展「太田三郎ー此処にいます」(岡山県立美術館／岡山)
  - 「oh!マツリ☆ゴト 昭和・平成のヒーロー＆ピーポー」(兵庫県立美術館／兵庫)
  - 「あかいわART RALLY 2019　OLD-NEWを紡ぐ」(若草プラザ／岡山)
  - 美作三湯「芸術温度」(奥津温泉・奥津荘／岡山)（岡山県北25ヶ所に24名のアーティストが展示）
- 2020年（令和2年）、個展「Post War 75 広島の種子」(コバヤシ画廊／東京)
  - 「西東三鬼生誕120年記念「三鬼と三郎」」(津山市立図書館／岡山
  - コレクションにみる「拡がる現代アート　眼で聴き、耳で視る」(BBプラザ美術館／兵庫)
  - もうひとつの日本美術史「近現代版画の名作2020」(福島県立美術館／福島)
  - 「ひろがる美術館ヒストリー」西宮市大谷記念美術館の展覧会とコレクション2　(西宮市大谷記念美術館／兵庫)
  - もうひとつの日本美術史「近現代版画の名作2020」(和歌山県立近代美術館／和歌山)
  - 「山形 美の鉱脈　明治から令和へ」山形美術館／山形
- 2021年（令和3年）
  - 「花と樹の王国」(北海道立釧路芸術館／北海道)
- 2022年（令和4年）
  - 「太田三郎　切手に種をのせて」(熊本市現代美術館／熊本)
  - 「太田三郎展　人と災いとのありよう」(BBプラザ美術館／兵庫)

- 出典
  - 『太田三郎　存在と日常』（CCGA現代グラフィックアートセンター、2000）
  - 『2000-2001太田三郎』（西宮市大谷記念美術館、2000）
  - 『有隣荘・太田三郎/HIROSHIMA 1990-2008』（大原美術館、2008）
  - 『太田三郎　日々』（山形美術館、2008）
  - 『太田三郎　此処にいます』(岡山県立美術館、2019)

## 作品概要

### 版画的なもの 切手と消印との出会い
1950年、山形県西田川郡温海町（現・鶴岡市）大岩川に生まれた。1971年4月、鶴岡工業高等専門学校卒業後に上京。デザイン事務所に勤務しながら、写真に撮った身近な人々を鉛筆で細密に描く肖像画を描き始め、1980年の初めての個展で発表。個展をきっかけに銀座の画廊巡りをはじめた太田は、ニュー・ペインティングやコンセプチュアル・アート、ミニマル・アートなどの現代美術に遭遇し大きな衝撃を受ける。東京版画研究所で版画を学ぶ中で、普段の暮らしの中から生まれる「版画的なもの」に着目する。例えば、買い物をした時のレシート、キャッシュカードの利用明細書、郵便の消印、電車の切符など、いずれも時間と場所の要素を含み、紙などの媒体に文字やイメージが再現されたものへの着目である。そこで行き着いたのが切手と消印であり、切手と消印の組み合わせによるさまざまな表現の可能性を発見することになる。

### 切手と消印 存在
切手と消印を用いた最初の作品は、100枚綴りの通常郵便切手の周辺部分を残してバラバラにした切手を自分宛の葉書に貼って投函し、後日届いた切手を葉書から剥がして再びもとのシートに配列した作品『Print Work』である。切手と消印は「版画的なもの」であり、かつ消印の「時間」と「場所」の要素が自分自身の存在を作品の中で確認できる素材となっている。さらに『Print Work』では明確に意識されていなかった押印された消印の日付が、切手1シート（100枚）の中で一日ずつ変わっていく作品『Date Stamps』へと展開する。『Date Stamps』の素材は切手と郵便局で押印してもらった消印のみで、100日分がもとのシートの状態にもどしてある。太田が版画的なものとみなした切手と消印には、そこに作家の熟練した手技の痕跡は認められない。コンセプチュアルな作品でありながら、元来伝達の手段である切手と消印や郵便制度と一体化しつつも、意味の伝達の道具にとどまらない点がユニークである。なお1985年7月5日から開始された『Date Stamps』は、開始から10,000日(シート100枚)を数える2020年8月17日をもって完了した。
太田が郵便局に直接赴いて消印を押してもらうほかの作品として、個人的な時間と場所が記録された日記帳に1年間かけて訪ねた郵便局の消印が押された『Diary』（1986-1987）、そして曜日ごとに7枚のシートをばらし、あたかも昆虫採集のように曜日を集めた『Every Seven Days』（1987）などがある。また『Camellia Circle』（1985-2000）は、椿の絵柄の30円切手2枚を実際の椿の葉に貼って押印してもらった約4,500枚の椿の葉によるインスタレーション作品である。

### 「郵頼」と消印
太田の切手と消印を素材とする作品には、太田が郵便局で押印してもらう方法のほか、郵便の「郵頼」制度を利用し、希望日の押印を郵便局に依頼して返送された押印切手による作品がある。『Stamp-Map of Japan and Korea』（1990）、『奥の細道1997』（1997）、『鉄腕アトム』（2003）などである。
『Stamp-Map of Japan and Korea』は「1990年8月6日午前」の消印を各地の郵便局に依頼して集め、押された切手が郵便局の所在の位置関係に配置され、日本列島と韓国を地図状に形づくるインスタレーション作品である。この日付は広島に原爆が投下されてから45年後にあたる。その意味でこの作品は後述する〈Post War〉のシリーズと見なすことも可能である。45年後の郵便局の存在が、逆に45年前の不在（消滅した広島の町、人、そしてその営み）を浮かびあがらせる。
『鉄腕アトム』は、アトムの誕生日2003年4月7日の消印が押印されたアトムの記念切手によって、アトムの頭部および全身像が形づくられる作品である。遠い未来だと思われた21世紀が現実のものとなった現在、過ぎ去った未来を考えさせる作品である。
『奥の細道1997』は、約300年前に松尾芭蕉が『奥の細道』で辿った旅程を、1997年の郵便の消印で構成した作品である。芭蕉が辿ったルートにあたる各地の郵便局に依頼して、彼が滞在した日の消印を切手に押印・返送してもらい、それらを地図上の位置関係に配列している。当初壁面へのインスタレーション作品として発表されたが、山形美術館が所蔵する与謝蕪村『奥の細道図屏風』（1779年　紙本・墨画淡彩　六曲屏風　（山）長谷川コレクション）と同一サイズの屏風形式の作品が制作された。太田が「旅の追体験」と述べるように、「消印」は存在証明としての意味に加え、もう一つの郵便の特質である空間と時間の移動を示唆している。

### オリジナル切手
1987年に『Camellia Circle』を発表した際に、椿の葉をカラー・コピーした初のオリジナル切手作品『Camellia Leaf』を発表した。その後、海辺で太田が拾った貝、缶飲料のプルリング、磁器の破片、瓶の蓋、さびた釘、ウニの殻などの漂着物を立体のままカラー・コピーし、ミシン目を施して20枚の切手シート状とした作品『On the Beach』シリーズ（88年発表）のほか、植物の種子、兵士の肖像などをモチーフとしたオリジナルの切手作品を制作している。「時間」と「場所」という基本的な概念は共通しながら、オリジナル切手では、版画のもつ複製性や反復性が造形的に試みられている。

#### 『Post War』シリーズ:戦争
1992年から開始され、太田が岡山県津山市に移住した1994年以降発表されている『Post War』シリーズは、2021年現在、以下の13シリーズが制作されている。
1. 『Post War 46-47　兵士の肖像』:「太平洋戦争で行方不明になった兵士の像」（朝日新聞掲載の肖像/出征前に撮られた写真）
2. 『Post War 50　私は誰ですか』:「中国残留日本人孤児」（新正卓写真集）
3. 『Post War 54　被爆地蔵』:「広島の被爆した地蔵」
4. 『Post War 55　被爆樹』:「広島の被爆した樹木」
5. 『Post War 56　無言館』:「戦没画学生」（太平洋戦争で亡くなった画学生の遺作）
6. 『Post War 60　被爆者』:「津山市在住の被爆者」
7. 『Post War 62　軍人像』:「無縁塚となった軍人像」
8. 『Post War 66　戦災痕』:「岡山市内に残る戦災の遺跡」
9. 『Post War 68　戦ノ碑』：「広島-長崎-沖縄-鹿児島-東京に残る戦争の「碑（いしぶみ）」を題材にした作品」
10. 『Post War 69』戦争遺児：「岡山県在住の戦争遺児」
11. 『Post War 72　世紀の遺書』:「『世紀の遺書』の言葉」
12. 『Post War 74　折鶴焼』:「長崎県波佐見での折鶴を焼いた灰を用いたワークショップ」
13. 『Post War 75 広島の種子』: 原爆投下によって草木も生えないと言われた広島で採集した種子」

太田の造語である「Post War」には、後ろに連なる数字のカウントが続く限りにおいて、戦後は過去ではなく現在の問題であり、さらにその数字がゼロになることのないようにという作家の願いがこめられている。
戦争をテーマとした作品は、ほかに『軍事加刷切手』（1995）、『最後に勝つものはまごころである』（1996）、『広島のかけら』（2007）がある。この中で切手の形式をとらない唯一の作品である『最後に勝つものはまごころである』は、シベリアの収容所での捕虜生活の中で亡くなった山本幡男の遺書を、文字による記録を持ち帰ることを禁じられた仲間の捕虜たちが暗記して遺族に届けたという事実にもとづいている。『最後の手紙』（立川昭二著、筑摩書房）でこのことを知った太田が、この他者の筆跡によって妻に届けられた手紙をそのまま書き写した作品である。

#### 『Seed Project』シリーズ :生命/種子
作家が特定の時間と場所で採集したものと郵便の機能とを密接に結びつけたオリジナルの切手シリーズが、1991年から開始された〈Seed Project〉である。採集地と採集日、植物名があらかじめプリントされた和紙の上に種子が規則的に配置され、雁皮紙で封じ込められている。種子自身がもつ繁殖の一機能としての移動と手紙の移動、また版画としての複数性と種子の無数性とを、作家は作品上に重ね合わせる。さらに太田は、種子が実る時期や育つ環境が限定されることから、種子自身が時間と場所を表しているとする。1995年1月1日以降、郵便局で切手に消印を押してもらう太田の日課に、毎日欠かさず1種類の種子を採集することが加わった。2000年の西宮市大谷記念美術館での個展では、採取当日の新聞一面と切手シートを重ね合わせ、2000点以上のシートで美術館の壁を埋め尽くしたインスタレーション作品を発表している。種子に関連するオリジナル切手作品には、ほかに『パリの種子袋1998』（1999）、『Seedy Clothes』（2001）、『果実と種子』（2002）、『September─未ダ熟サズ』（2003）、『冬の色』（2005）などのシリーズがある。

### アート・プロジェクト
2004年、太田と東北公益文科大学（山形県鶴岡市）の半田結を中心に、学生や市民が参加して実施されたワークショップと展覧会からなる活動「バードネット・プロジェクト」を実施した。このアート・プロジェクトにおいて、太田個人の自己完結的な作品の単なる展示ではなく、多くの人びとが作品の成立プロセスに関わることによってそのコンセプトを形にすることが試みられた。使用済みの切手で農業用防鳥網の断片を挟んだ切手パーツを大量に作り、防鳥網の紐にからませて空間を構成するバードネットの作品は、酒田市の街なかキャンパスと鶴岡市の丙申堂で展示された。以後、京都、津山、山形と、時間と場所、そしてそこに関わる人びととの関係を変えながら、作家個人を超えたプロジェクトとして続けられている。また太田は2006年6月、東北芸術工科大学の学生を中心に山形大学の学生や市民によって企画・運営されている「ヤマガタ蔵プロジェクト」のレジデンス事業の一環として、山形市内の蔵に滞在し作品を制作、発表した。
ほかに太田三郎の展示スペース全体を活用したインスタレーションとして、2008年の大原美術館有隣荘（岡山県倉敷市）、2010年アートスペース油亀での「太田三郎「出石町の家」」、「六甲ミーツアート芸術散歩2010」に出品した「六甲山ハウス」などがある。

### 「子供の時代」
2010年3月大阪市での個展「太田三郎新作展　「子供の時代」」（3月19日—4月10日、アートコートギャラリー）で『あひるの子供たち』（2009）と『石の小箱』（2009）を発表した。前者は、ハンディキャップを背負いながらも、親の愛情に包まれて前向きに生きるダウン症のこどもたちと太田三郎との交流の中から生まれた肖像切手。後者は、健常児として生まれながらも身近な大人の手によって命を奪われた子供の名前を新聞記事から採集し、名前を切手にして石を納めた小箱に貼った作品である。現代社会で弱い立場にある小さな命という社会的な重いテーマに、太田三郎が正面から取り組んだ意欲作である。

## 受賞歴
- 2000年 平成12年岡山県芸術文化賞　凖グランプリ
- 2009年 第10回福武文化奨励賞
- 2013年 第4回創造する伝統賞 - 公益財団法人日本文化藝術財団
- 2016年 第74回「山陽新聞賞/文化功労」
- 2016年 第17回「福武文化賞」
- 2018年 平成30年度地域文化功労者文部科学大臣表彰

## パブリックコレクション

### 日本国内
- 文化庁（東京都）
- 国際交流基金（東京都）
- 東京国立近代美術館（東京都）
- 京都国立近代美術館（京都府）
- 北海道立帯広美術館（北海道）
- 和歌山県立近代美術館（和歌山県）
- 徳島県立近代美術館（徳島県）
- 横浜美術館（神奈川県）
- 岡山県立美術館（岡山県）
- 山形美術館（山形県）
- 町田市立国際版画美術館（東京都）
- 西宮市大谷記念美術館（兵庫県）
- 美濃加茂市民ミュージアム（岐阜県）
- 広島市現代美術館（広島県）
- 板橋区立美術館（東京都）
- 奈義町現代美術館（岡山県）
- 斎藤記念川口現代美術館（埼玉県）
- 大原美術館（岡山県）
- 財団法人神奈川芸術文化財団（神奈川県）
- 財団法人切手の博物館フィラテリーセンター（東京都）
- CCGA 現代グラフィックセンター（福島県）
- 環境芸術ネットワーク 虹の美術館（静岡県）
- BBプラザ美術館（兵庫県）
- 岡山市立御野小学校（岡山県）
- 富山県入善町（富山県）
- 山形県寒河江市（山形県）

### 日本国外
- アルベルティーナ版画美術館（オーストリア・ウィーン）
- 国立ドレスデン版画素描館（ドイツ・ドレスデン）
- 釜山市立美術館（韓国・釜山市）
- ソウル国立現代美術館（韓国・ソウル）